# Karl Minnameyer

Karl Minnameyer

Karl Minnameyer (* 23. November 1891 in Gunzenhausen; † 18. Januar 1973 in Georgensgmünd) war ein deutscher Politiker (NSDAP) und SA-Führer.

## Leben und Wirken
Nach dem Schulbesuch wurde Minnameyer ab 1905 an der Präparandenschule Wassertrüdingen ausgebildet. 1909 wechselte er an die Lehrerbildungsanstalt in Schwabach.
Von 1912 bis 1913 gehörte Minnameyer dem 14. Infanterie-Regiment an. Ab 1914 nahm er als Unteroffizier und Offiziersaspirant des 13. Infanterie-Regiments am Ersten Weltkrieg teil. Im Februar 1915 wurde er zum Leutnant der Reserve befördert und zum Bataillonsadjutanten II. des 13. Infanterie-Regiments ernannt. Im Mai 1915 begann er eine Ausbildung zum Jagdflieger in Hannover, der ab dem März 1916 der Einsatz als Flieger an der Front folgte. Nachdem er am 25. September 1916 über feindlichen Linien abgeschossen worden war, geriet Minnameyer in englische Kriegsgefangenschaft, aus der er nach eigenen Angaben dreimal zu fliehen versuchte.
Nach seiner Rückkehr aus der Kriegsgefangenschaft schloss Minnameyer sich 1920 dem Freikorps Oberland an, mit dem er sich an der Niederschlagung des Aufstandes im Ruhrgebiet beteiligte. 1921 wechselte er zum Bund Reichsflagge. Zum 1. April 1928 trat er der NSDAP bei (Mitgliedsnummer 85.404), für die er die Leitung einer Ortsgruppe übernahm. Im selben Jahr wurde er Bezirksleiter der Nationalsozialisten und SA-Standartenführer. 1929 übernahm Minnameyer sein erstes öffentliches Amt, als er zum Gemeinderatsmitglied gewählt wurde. Im selben Jahr begann er als Gauredner aufzutreten. Außerdem wurde er zu dieser Zeit mit dem Amt des Bezirksoberführers der Politischen Abteilung der Partei in seiner Heimat betraut. 1931 erfolgte die Beförderung zum Kreisleiter der Politischen Organisation.
Nach dem Machtantritt der Nationalsozialisten 1933 wurde Minnameyer zum Ersten Bürgermeister der Gemeinde Georgensgmünd ernannt. Im selben Jahr wurde er auch Fraktionsführer der NSDAP-Fraktion im Bezirkstag von Schwabach. Im November 1934 zog Minnameyer im Nachrückverfahren für den ausgeschiedenen Abgeordneten Robert Bergman als Abgeordneter des Wahlkreises 26 (Franken) in den Reichstag ein, dem er bis zum Ende der NS-Herrschaft 1945 angehörte.
Minnameyer war an der Hinrichtung eines russischen Kriegsgefangenen kurz vor Kriegsende beteiligt. Dem Kriegsgefangenen wurde der Diebstahl einer Uhr vorgeworfen, was sich nach einigen Tagen als falsch herausstellte.